# VFW-Fokker 614
VFW-Fokker 614  (tudi VFW 614) je bilo dvomotorno 40-sedežno regionalno potniško letalo, ki so ga razvili v Zahodni Nemčiji v zgodnjih 1970ih. Zasnovan je bil kot zamenjava za DC-3. Proizvodnja je obsegala samo nekaj letal.
Posebnost letala je namestitev motorjev nad krilom. Poganjala sta ga dvo turboventilatorska motorja Rolls-Royce/Snecma M45H.

## Specifikacije (VFW 614)
Podatki iz The Observer's Book of Aircraft, 1976.
Splošne karakteristike
- Posadka: 2
- Število sedežev: 40-44 potnikov, (4 v vrsti)
- Dolžina: 20,60 m (67 ft 7 in)
- Razpon kril: 21,50 m (70 ft 6.5 in)
- Višina: 7,82 m (25 ft 8 in)
- Površina kril: 64,0 m² (689 ft²)
- Teža praznega letala: 12179 kg (26850 lb)
- Maks. vzletna teža: 19958 kg (44000 lb)
- Pogon letala: 2 × Rolls-Royce/Snecma M45H Mk. 501 turbofan, 33,2kN (7473 lbf) vsak

 Zmogljivost 
- Maks. hitrost: 704 km/h (380 vozlov, 437 mph)
- Potovalna hitrost: km/h (mph)
- Doseg: 1195 km (645 nm, 743 milj) s 40 potniki
- Višina leta: 7620 m (25000 ft)
- Hitrost vzpenjanja: 945 m/min (3100 ft/min)